# Akhara
A hinduizmusban az akhara (más néven akhada, szó szerint ’birkózóaréna’) egyfajta szervezete a különböző szádhuk és hindu aszkéták szektáinak. A történelmi dátuma a Kr. u. 8. századig nyúlik vissza, amikor Adi Sankaracsárja megalapította a hét akharát, azaz a Mahanirvani, Nirandzsani, Dzsuna, Atal, Avahan, Agni és Ánand akharát, de létezik számos jógi, akik ezeket az akharákat Górakhnáthhoz kötik és nem Sankaracsárjához. 
Ma három fő akhara van (Mahanirvani, Nirandzsani, Dzsuna) és három kisebb akhara (Atal, mely Mahanirvanival, Ánand, mely Nirandzsanival és Avahan, mely Dzsunával áll kapcsolatban). Ezenfelül van egy kis Brahmacsári akhara, név szerint Agni, mely Dzsunával áll kapcsolatban.
Az akharákat négy különböző típusba osztják, attól függően, hogy mely isteni elvet imádják. Ezek a Saiva akharák az Úr Siva követői számára, a Vaisnava vagy Vairagi akhara az Úr Visnu követői számára és a Kalpvaszisz az Úr Brahma követői számára.
Egy akharát 8 davara (osztályra) és 52 marhira (központra) osztanak fel. Minden Marhit egy Mahant irányít. A legfelsőbb adminisztrációs testülete az akharának a Sri Pancs (az öt testülete), mely képviseli Brahmát, Visnut, Sivát, Saktit és Ganésát. Minden Kumbh Mélán választanak egy testületet, mely három évig tartja pozícióját.
A legnagyobb akhara – a részt vevő szádhuk száma alapján – a Dzsuna, majd a Nirandzsani és végül a Mahanirvani. Az akhara első embere az Acsárja Mahamandalesvár, kit követnek a Mahamandalesvárok, Mandalesvárok és Sri Mahantok.
A hagyomány szerint a Kumbh Méla alatt a Nága Szádhuké és az „akharáké” volt a főszerep a fürdőszertartás megkezdésében, a köznép vízbe lépése előtt.